# Tour Poitou-Charentes en Nouvelle-Aquitaine
Le Tour Poitou-Charentes en Nouvelle-Aquitaine (anciennement Tour du Poitou-Charentes) est une course cycliste par étapes française créée en 1987. Elle traverse les quatre départements de l'ancienne région Poitou-Charentes (Charente, Charente-Maritime, Deux-Sèvres et Vienne), dans le nord de la région Nouvelle-Aquitaine actuelle, et est ouverte aux équipes professionnelles depuis 1991. 
Cette épreuve sur route de cinq étapes est classée en catégorie 2.1 dans l'UCI Europe Tour depuis 2005. Elle compte quelques coureurs de renommée internationale à son palmarès tels que l'Allemand Jens Voigt, le Danois Kim Andersen, l'Américain Floyd Landis et les Français Christophe Moreau, Thierry Marie, Sylvain Chavanel et Thomas Voeckler.
Lors de l'édition 2020, exceptionnellement, le contre-la-montre de la dernière étape fait office de troisième manche de la Coupe de France.

## Palmarès

### Podiums
| Année | Vainqueur              | Deuxième              | Troisième            |
| ----- | ---------------------- | --------------------- | -------------------- |
| 1987  | Jean-Louis Conan       | Marc Poncel           | Nicolas Dubois       |
| 1988  | Pascal Peyramaure      | André Urbanek         | Jacques Decrion      |
| 1989  | Pavel Tonkov           | Thierry Lezin         | Romes Gainetdinov    |
| 1990  | Yuri Manuylov          | Vadim Chabalkine      | Arvi Tammesalu (et)  |
| 1991  | Kim Andersen           | Christophe Manin      | Artūras Kasputis     |
| 1992  | Pascal Lance           | Laurent Bezault       | Eddy Seigneur        |
| 1993  | Thierry Marie          | François Simon        | Francis Moreau       |
| 1994  | Philippe Gaumont       | Hervé Boussard        | Frédéric Laubier     |
| 1995  | Nicolas Aubier         | Arnaud Prétot         | Laurent Roux         |
| 1996  | Eddy Seigneur          | Jacky Durand          | Emmanuel Magnien     |
| 1997  | Joaquim Adrego Andrade | Stéphane Barthe       | Uwe Peschel          |
| 1998  | Lauri Aus              | David Millar          | Marc Streel          |
| 1999  | Christophe Moreau      | Jean-Cyril Robin      | Lauri Aus            |
| 2000  | Floyd Landis           | Peter Wrolich         | Marcel Gono          |
| 2001  | Jens Voigt             | Ivaïlo Gabrovski      | Lauri Aus            |
| 2002  | Guido Trentin          | Sylvain Chavanel      | Nicolas Jalabert     |
| 2003  | Jens Voigt             | Sylvain Chavanel      | Jørgen Bo Petersen   |
| 2004  | Stéphane Barthe        | Ronald Mutsaars       | Jimmy Engoulvent     |
| 2005  | Sylvain Chavanel       | Christophe Moreau     | Linas Balčiūnas      |
| 2006  | Sylvain Chavanel       | Rick Flens            | Jussi Veikkanen      |
| 2007  | Thomas Voeckler        | Émilien-Benoît Bergès | Lars Boom            |
| 2008  | Benoît Vaugrenard      | Kevyn Ista            | Florian Morizot      |
| 2009  | Gustav Larsson         | Brett Lancaster       | David Le Lay         |
| 2010  | Jimmy Engoulvent       | Dominique Rollin      | Martin Elmiger       |
| 2011  | Jesse Sergent          | Alex Dowsett          | Michał Kwiatkowski   |
| 2012  | Luke Durbridge         | Jérémy Roy            | László Bodrogi       |
| 2013  | Thomas Voeckler        | Jesús Herrada         | Mikhail Ignatiev     |
| 2014  | Sylvain Chavanel       | Svein Tuft            | Cyril Lemoine        |
| 2015  | Tony Martin            | Adriano Malori        | Jonathan Castroviejo |
| 2016  | Sylvain Chavanel       | Wilco Kelderman       | Nelson Oliveira      |
| 2017  | Mads Pedersen          | Jonathan Castroviejo  | Jean-Pierre Drucker  |
| 2018  | Arnaud Démare          | Sylvain Chavanel      | Yoann Paillot        |
| 2019  | Christophe Laporte     | Tony Gallopin         | Niki Terpstra        |
| 2020  | Arnaud Démare          | Josef Černý           | Joey Rosskopf        |
| 2021  | Connor Swift           | Bruno Armirail        | Morten Hulgaard      |
| 2022  | Stefan Küng            | Kévin Vauquelin       | Pierre Latour        |
| 2023  | Søren Wærenskjold      | Bruno Armirail        | Mirco Maestri        |
| 2024  | Søren Wærenskjold      | Fredrik Dversnes      | Samuel Leroux        |

### Classements annexes
| Année | Points           | Montagne            | Meilleur jeune     | Par équipes                |
| ----- | ---------------- | ------------------- | ------------------ | -------------------------- |
| 2010  | Jimmy Casper     | n/a                 | Cédric Pineau      | Cervélo Test Team          |
| 2011  | ?                | ?                   | ?                  | ?                          |
| 2012  | Aidis Kruopis    | Gaylord Cumont      | Luke Durbridge     | Movistar                   |
| 2013  | Nacer Bouhanni   | Dimitri Le Boulch   | Jesús Herrada      | Katusha                    |
| 2014  | Mark Cavendish   | Kévin Van Melsen    | Jesús Herrada      | IAM                        |
| 2015  | Matteo Trentin   | Rudy Kowalski       | Petr Vakoč         | Movistar                   |
| 2016  | Tom Van Asbroeck | Sander Helven       | Wilco Kelderman    | Lotto NL-Jumbo             |
| 2017  | Elia Viviani     | Jérémy Leveau       | Mads Pedersen      | Movistar                   |
| 2018  | Arnaud Démare    | Manuel Senni        | Michael Gogl       | Astana                     |
| 2019  | Matteo Malucelli | Marco Minnaard      | Miles Scotson      | AG2R La Mondiale           |
| 2020  | Arnaud Démare    | Harm Vanhoucke      | Thibault Guernalec | CCC                        |
| 2021  | Simone Consonni  | Robin Juel Skivild  | Morten Hulgaard    | Eolo-Kometa                |
| 2022  | Marc Sarreau     | Tord Gudmestad      | Kévin Vauquelin    | TotalEnergies              |
| 2023  | Paul Penhoët     | James Fouché        | Søren Wærenskjold  | Tudor                      |
| 2024  | Arnaud Démare    | David Martín Romero | Søren Wærenskjold  | Decathlon AG2R La Mondiale |